# Китай (острів)
Кита́й — український острів, що розташований у центральній частині затоки Сиваш Азовського моря між Чонгарським півостровом і Перекопським перешийком, на території Генічеського району Херсонської області.
Від 1927 розташований у межах Азово-Сиваського національного заповіднику, створеного 25 лютого 1993 року з загальною площею 52 154 га.
Загальна площа острова становить 0,3 км². Найвища точка острова розташована на висоті 3 метрів.
Китай — залишок суходолу, який був на місці сучасної затоки Сиваш 900—1000 р. тому. Складається з лесоподібних суглинків. Під дією абразії швидко руйнується.
Рослинність синантропна — лутига татарська, ячмінь заячий, латук дикий. Китай та заповідна акваторія Сиваша — місце масового гніздування птахів, зокрема рідкісних (мартин каспійський, крячок каспійський, баклан великий).